# Johannes Gerhardus Strijdom
Johannes Gerhardus Strijdom (15 de julio de 1893 - 24 de agosto de 1958) fue primer ministro de Sudáfrica del 30 de noviembre de 1954 al 24 de agosto de 1958. Fue un nacionalista afrikáner intransigente y un fuerte defensor de la segregación racial que abrió el camino hacia el establecimiento del sistema del Apartheid.
Nació en la granja de su familia en Klipfontein, cerca de Willowmore en Colonia del Cabo. Se formó como abogado en el Victoria College y en la Universidad de Pretoria. Strijdom sirvió, durante la Primera Guerra Mundial, en la campaña del África Sudoeste Alemana como miembro del cuerpo sanitario sudafricano.
Strijdom se estableció en Nylstroom, el Transvaal, identificándose fuertemente con esta región y su gente, convirtiéndose en un líder de la comunidad local entre los afrikáner. En 1929 se convirtió en miembro de la Asamblea Nacional por Waterberg, representando al Partido Nacional (NP). El 30 de noviembre de 1954, fue elegido líder del Partido Nacional y se convirtió en primer ministro de Sudáfrica.
En su corto tiempo de gobierno las políticas extremas de Strijdom llevaron a Sudáfrica al inicio del proceso del apartheid:
- Eliminación de las personas que no pertenecieran a la minoría blanca del censo de votantes,[2] creando un censo específico
- Juicio por Traición de 156 activistas (incluido Nelson Mandela) implicados en la Carta de Libertad (Freedom Charter).
- Ruptura de relaciones diplomáticas con la Unión Soviética.
- Eliminación de todos los lazos con la Monarquía británica e intento de creación de una república (esto no se logró hasta 1961).[2]

Su último año en el cargo, con una débil salud debido a un padecimiento de cáncer, conllevó largos periodos de ausencia en el gobierno. Falleció el 24 de agosto de 1958 en Ciudad del Cabo, siendo enterrado en el Acre de los Heroes, en Pretoria.
Hay todavía varios monumentos dedicados a él en Sudáfrica. Un monumento en Pretoria central, que presentaba su busto, sufrió un colapso en 2001 hiriendo a 2 personas. Su casa en Nylstroom (actualmente Modimolle) es ahora un museo, donde se pueden ver partes de ese busto derrumbado.